# Synagoge (Žiežmariai)

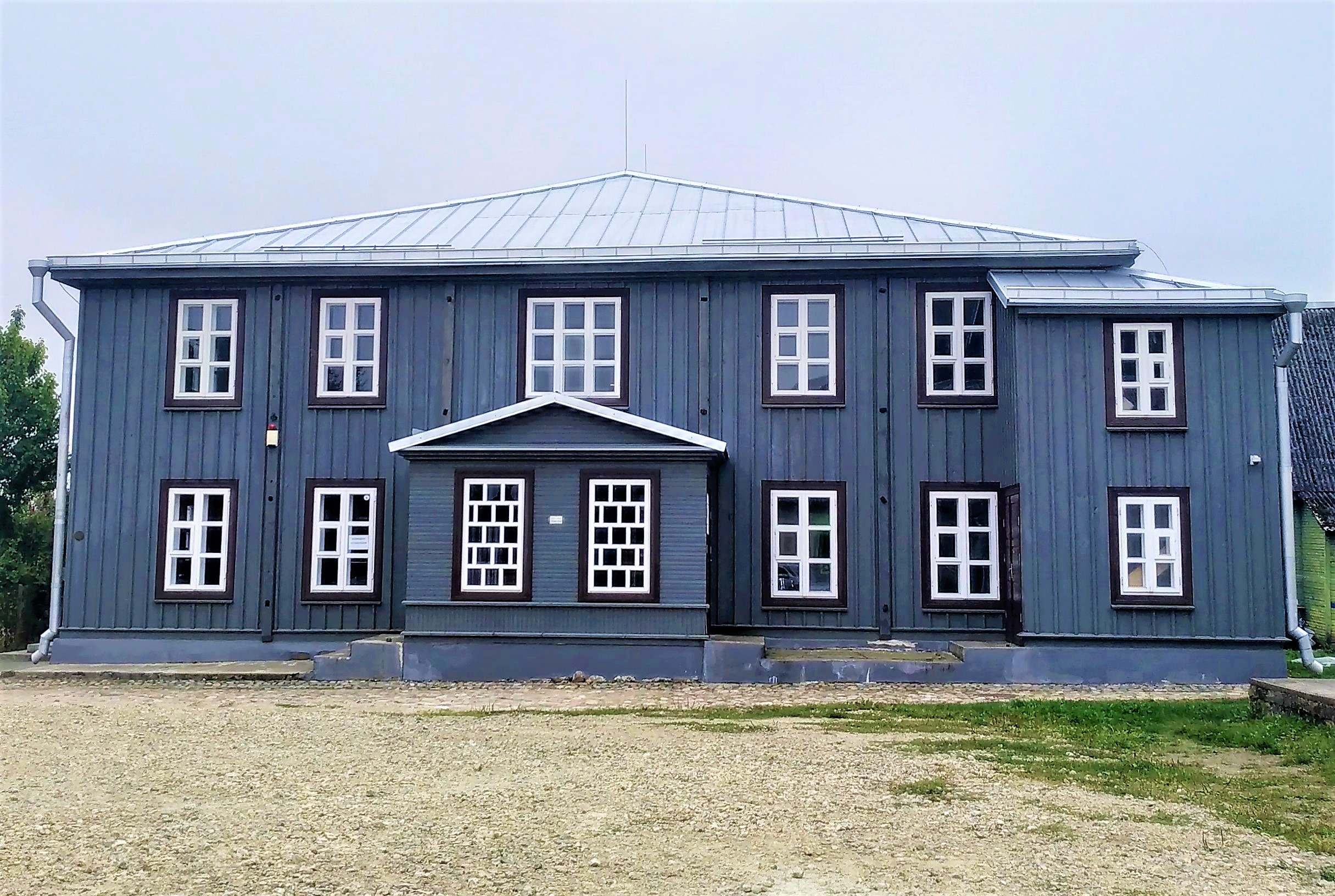
Synagoge 2023

Die Synagoge in dem litauischen Ort Žiežmariai (Rajongemeinde Kaišiadorys) stammt vermutlich aus der zweiten Hälfte des 19. Jahrhunderts. Nach 2018 wurde sie restauriert und soll als Museum dienen.

## Geschichte
Die Synagoge wurde 1918 durch einen Brand beschädigt. Im August 1941 inhaftierten die deutschen Besatzer die jüdische Bevölkerung hier und erschossen sie danach in einem nahegelegenen Wald. Später diente sie als Baracke für sowjetische Kriegsgefangene und jüdische Zwangsarbeiter und wurde mit Pritschen eingerichtet. Nach 1945 war das Gebäude zunächst ein Lagerhaus; nachträglich wurde eine Toilettenanlage eingebaut. Seit 1980 stand die Synagoge zunächst leer. Ab 2018 erfolgte eine Renovierung und das Gebäude soll als Museum genutzt werden.

## Architektur
Das Gebäude ist 22,57 × 17,19 m groß und hat eine maximale Höhe von 9,63 m. Die Haupthalle (der Gebetsraum der Männer) ist nach Südosten ausgerichtet und misst 13,85 × 15,00 m. Im Nordwesten ist eine geräumige Vorhalle, die von zwei Nebenräumen flankiert wird. In der westlichen Ecke befindet sich ein Anbau mit einer Treppe zu den Frauenräumen.
Die Synagoge wird von einem Walmdach bedeckt.
Der Haupteingang ist in der Mitte der nordwestlichen Wand; eine weitere Tür im Nordosten führt direkt in den Hauptraum. Dieser hat 18 Bogenfenster. Der Innenraum war verputzt mit Bemalung, von der nur noch Reste zu sehen sind.
Die Bima stand in der Mitte des Raumes und war von vier Pfeilern umgeben, von denen zwei bis zur Renovierung die Decke abstützten. Damit ähnelt die Struktur den Neun-Felder-Synagogen aus Stein.
Der Toraschrein befand sich an der Ostwand. Darüber befand sich ein bemaltes Gipsrelief mit einer Palme in einer dreieckigen Vase, die noch sichtbar sind.
Die wenigen erhaltenen Formen und Farben der Innenausstattung deuten auf eine neoklassizistische Ästhetik hin, während das Palmenmotiv von litauischen Volksmotiven inspiriert sein kann.